# 全璲
全璲（1580年—1598年），又作全燧，號四如，河南承宣佈政使司淅川縣人。明朝解元、政治人物。

## 生平
明神宗萬曆二十五年（1597年），全璲中式丁酉科河南鄉試第一名舉人（解元）。萬曆二十六年（1598年）聯捷戊戌科進士。工部觀政，卒。

## 家族
曾祖全栋。祖全永泰。父全修己，庠生。